# Цюрих
 Тази статия е за града в Швейцария.  За кантона вижте Цюрих (кантон).  
Цюрих (на немски: Zürich; на френски: Zurich) е най-големият град в Швейцария с градско население 404 783 души (31.12.2014 г.), градска агломерация 1,3 милиона и метрополисен регион 1 830 000 души, административен център на кантон Цюрих. Градът е най-голямото търговско средище в Швейцария и притежава най-голямото летище в страната. Там е и Кабаре Волтер, където през 1916 година се заражда дадаизмът.
Името на града произлиза най-вероятно от келтската дума турус, свидетелство за която има на надпис в гробница от времето на римско владичество (II век). Римляните наричали града Turicum, а на местния диалект градът е известен като Цюри (Züri).

## География
Градът е разположен в Швейцарското плато при изтичането на река Лимат от Цюрихското езеро и е ограден с гористи хълмове.
Площта на града е 90,9 km², от които 21,5 km² гори. Дължината на градската граница е 58,6 km. Най-дългата отсечка в посока север-юг е с дължина 12,7 km, а в посока изток-запад – 13,4 km. Надморската височина на езерото е 406 метра, най-високата точка е Ютлиберг Кулм (Uetliberg Kulm) (871 метра), а най-ниската – брегът на река Лимат (392 метра).

## Административно деление
Цюрих е съставен от 12 градски окръга (Stadtkreise) и 34 градски квартала (Stadtquartiere). Градската агломерация се състои от град Цюрих и 150 други общини (Gemeinden), от които 25 в кантон Ааргау, три в кантон Швиц и две в кантон Шафхаузен.

## Население
През 2013 г. населението на Цюрих е 394 012 жители, което го прави най-големият швейцарски град. В града живеят 123 157 чужденци от 169 националности. Сред чужденците, най-голям е броят на германците (31 513), следвани от италианците (13 227). Между 2002 и 2013 г. населението на града се е увеличило с 29 454 души. В градската агломерация живеят 1,19 млн. души, а в метрополния регион – 1,83 млн. души.
15,9% от населението е на възраст под 20 години, а 15,7% е на възраст над 64 години. В периода 2002 – 2012 г. броят на швейцарците в града се е увеличил с 5,9% (от 255 757 на 270 855 души), а този на чужденците – с 13,2% (от 108 801 на 123 157 души).

## История
За първи път е споменат като селище през 929 г.
Населението на Цюрих през 1962 г. е най-голямото в историята на града – 445 314 жители.

## Икономика
Градът е търговският център на Швейцария и в него са разположени седалищата на Обединена банка на Швейцария (UBS), Креди Сюис и много други банки. Цюрих е най-важният център на офшорно банкиране в света, най-вече заради швейцарската банкова тайна. Във финансовия сектор се реализира около една четвърт от стопанската дейност. Швейцарската фондова борса също се намира в Цюрих.
През 2008 година Цюрих е градът с най-високо средно нетно заплащане и на трето място по средно брутно заплащане в света (след Копенхаген и Осло).
Безработицата от 3,7% е сравнително ниска спрямо другите пет големи града в Швейцария. 73 от 256-те швейцарски банки имат седалище в града. Тези банки управляват 65,1% от управляваните в Швейцария пари.
През 2008 г. 67,4% от населението на града е работещо, като безработните са 8284 души.

### Туризъм
Годишно в Цюрих има 2,8 млн. нощувки в 121 хотела с леглова база от 13 471 легла. 79,6% от нощувките са на чужденци.

## Образование
В цюрихските университети и висши учебни заведения следват и развиват научна дейност 45 000 души. Двете най-големи висши учебни заведения са Цюрихски университет и Федералния институт по технологии (ETH, Eidgenoessische Technische Hochschule)

## Известни личности
Родени в Цюрих
- Феликс Блох (1905 – 83), физик
- Любен Владигеров (1899 – 1992), български цигулар
- Панчо Владигеров (1899 – 1978), български композитор
- Готфрид Келер (1819 – 1890), писател
- Йохан Каспар Лафатер (1741 – 1801), писател и философ
- Ролф Лиси (р. 1936), режисьор
- Макс Фриш (1911 – 1991), писател и драматург

Починали в Цюрих
- Рихард Авенариус (1843 – 1896), германски философ
- Йохан Якоб Бодмер (1698 – 1783), литературен критик
- Херман Вайл (1885 – 1955), математик
- Алфред Вернер (1866 – 1919), химик
- Хенрих Вьолфлин (1864 – 1945), изкуствовед
- Джеймс Джойс (1882 – 1941), писател
- Иван Илин (1882 – 1954) религиозен философ
- Константин Йованович (1849 – 1923), архитект от български произход
- Елиас Канети (1905 – 1994), писател от български произход
- Паул Карер (1889 – 1971), химик
- Готфрид Келер (1819 – 1890), писател
- Йохан Каспар Лафатер (1741 – 1801), писател и философ
- Томас Ман (1875 – 1955), писател
- Алфред Прингсхайм (1850 – 1941), германски математик
- Леополд Ружичка (1887 – 1976), химик
- Макс Фриш (1911 – 1991), писател и драматург

Други личности, свързани с Цюрих
- Алберт Айнщайн (1896 – 1900, 1909 – 11, 1912 – 14)
- Рихард Вагнер (1849 – 61)
- Ленин (1917)
- Томас Ман (1933 – 42)
- Курт Тухолски (1932 – 33)
- Улрих Цвингли
- Карл Густав Юнг (1875 – 1961), психолог и философ, работил в града
- Порфирий Бахметиев (1879 – 1885)

## Спорт
|  | Спорт              | Клуб                                                     |
|  | ------------------ | -------------------------------------------------------- |
|  | Футбол             | ФК Цюрих, СК Грасхопер, детско-юношеска школа на Ювентус |
|  | Хокей на лед       | ЦСК Лайънс                                               |
|  | Хандбал            | СК Грасхопър, ЦМС Амичитиа Цюрих, СК Витикон             |
|  | Лека атлетика      | Лекоатлетически клуб Цюрих (ЛКЦ), СК Унтерщрас           |
|  | Волейбол           | ВБК Волеро Цюрих, КСЦ Видикон                            |
|  | Бейзбол            | Цюрих Чалънджърс, Баракудас Цюрих, Цюрих Лайънс          |
|  | Бадминтон          | Цюрих Чалънджърс, СК Академик Цюрих                      |
|  | Плажен волейбол    | Бийчърс                                                  |
|  | Американски футбол | Ренегейдс                                                |
|  | Баскетбол          | БК Академика Зюрих, БК Корак Цюрих, БК Ефес              |

## Побратимени градове
- Сан Франциско (Калифорния, САЩ)